# Simone Rocca
Pour les articles homonymes, voir Rocca.
Simone Rocca, né le 25 novembre 1967 à Gènes, est un joueur de squash représentant l'Italie. Il est champion d'Italie à huit reprises de 1988 à 2007.

## Biographie
Il participe à plusieurs championnats d'Europe par équipes avec l'équipe nationale italienne. Il est champion d'Italie à huit reprises de 1988 à 2007.

## Palmarès
- Championnats d'Italie : 8 titres (1988-1992, 2004, 2006, 2007)